# Psalmopoeus langenbucheri
Psalmopoeus langenbucheri is een spinnensoort in de taxonomische indeling van de vogelspinnen (Theraphosidae).
Het dier behoort tot het geslacht Psalmopoeus. De wetenschappelijke naam van de soort werd voor het eerst geldig gepubliceerd in 2006 door Joachim Schmidt, Bullmer & Thierer-Lutz.